# Liste des évêques de Saluces
La liste des évêques de Saluces recense les noms des évêques qui se sont succédé sur le siège épiscopal de Saluces, dans la région du Piémont en Italie depuis la fondation du diocèse de Saluces le 29 octobre 1511 par détachement du diocèse de Mondovi. 

## Les évêques de Saluces

### XVIeauXVIIesiècle
- 29 octobre 1511 — 1512 (résigne) : Giovanni Antonio della Rovere
- 27 septembre 1512 — 22 mars 1516 (résigne) : Sisto Gara della Rovere (administrateur apostolique)
- 22 mars 1516 — 1530 (résigne) : Giuliano Tornabuoni
- 15 octobre 1530 — 19 octobre 1546 : Alfonso Tornabuoni (it), désigné évêque de Sansepolcro
- 19 octobre 1546 — 16 décembre 1556 : Filippo Archinto (en), désigné archevêque de Milan
- 16 décembre 1556 — 27 juillet 1568 (†) : Gabriele Cesano (it) (Cesani)
- 3 décembre 1568 — 24 février 1581 (†) : Giovanni Maria Tapparelli
- 17 avril 1581 — 8 août 1583 : Luigi Pallavicino
- 8 août 1583 — 7 juillet 1587/97 (†) : Antoine Pichot (Giovanni Antonio Pichot)
- 1597 — 1602 : Sede vacante
- 26 août 1602 — 29 août 1604 (†) : Bienheureux Juvenal Ancina
- 10 septembre 1608 — 7 décembre 1624 (†) : Ottavio Viale
- 1625 (†) : Agostino (Agaffino) Solaro di Moretta
- 30 août 1627 — 17 décembre 1634 : Jeacquemin Marenco (Giacomo Marenco), désigné évêque de Nice
- 3 mars 1636 — 14 janvier 1641 (†) : Pietro Bellino
- 11 août 1642 — 13 septembre 1662 (†) : François Augustin Della Chiesa (Francesco Agostino della Chiesa)
- 14 janvier 1664 — 9 janvier 1668 (†) : Carlo Piscina
- 9 avril 1668 — 21 décembre 1686 (†) : Nicolao Lepori (Nicola Lepori)
- 31 mai 1688 — 17 mai 1697 (†) : Michele ludovico Thevenardi (Michael Ludovicus Tevenardi)
- 27 janvier 1698 — 14 mars 1729 (†) : Carlo Giuseppe Morozzo

### XVIIIeauXIXesiècle
- 17 août 1729 — 28 février 1733 (†) : Giovanni Battista Lomellino
- 1733 ou 1735 — 1741 : Sede vacante
- 17 avril 1741 — 27 juillet 1781 (†) : Giuseppe Filippo Porporato
- 18 juillet 1783 — 11 février 1799 (†) : Giuseppe Gioacchino Lovera
- 11 août 1800 — 19 octobre 1800 (†) : Giuseppe Francesco Maria Ferraris da Genola
- 1800 — 1805 : Sede vacante
- 1 février 1805 — 9 avril 1824 (résigne) : Teresio Maria Carlo Vittorio Ferrero della Marmora
- 1824 — 1828 : Sede vacante
- 28 janvier 1828 — 17 février 1836 (†) : Antonio Podestà
- 19 mai 1837 — 29 octobre 1863 (†) : Giovanni Antonio Gianotti (Giannotti)
- 1863 — 1867 : Sede vacante
- 27 mars 1867 — 27 octobre 1871 : Lorenzo Gastaldi (it), désigné archevêque de Turin
- 27 octobre 1871 — 24 juin 1894 (†) : Alfonso Buglione di Monale
- 18 mars 1895 — 16 décembre 1901 : Mattia Vicario (it), désigné évêque de Novare

### XXeauXXIesiècle
- 16 décembre 1901 — 23 novembre 1942 (†) : Giovanni Oberti
- 22 janvier 1943 — 29 janvier 1973 (†) : Egidio Luigi Lanzo
- 22 mai 1973 — 5 février 1986 (†) : Antonio Fustella
- 5 juillet 1986 — 3 juillet 1993 : Sebastiano Dho (it), transféré au diocèse d'Albe
- 17 janvier 1994 — 16 avril 2003 (retraite) : Diego Natale Bona (it)
- 16 avril 2003 — 17 décembre 2016 (retraite) : Giuseppe Guerrini (it)
- 17 décembre 2016 — (en cours) : Cristiano Bodo (it)